# Flarf
Flarf bezeichnet eine zeitgenössische literarische Strömung aus der Gattung Lyrik, die mit dem Medium Internet eng verknüpft ist und sich gegen etablierte Ästhetiken wendet. Gary Sullivan gilt als Begründer des Flarf. Seiner Definition nach ist Flarf

“A quality of intentional or unintentional ‘flarfiness.’ A kind of corrosive, cute, or cloying, awfulness. Wrong. Un-P.C. Out of control. ‘Not okay.’”

„Eine spezielle Qualität gezielter oder ungezielter ‚flarfiness‘. Eine Art zerstörerischer, süßer oder klebriger Schrecklichkeit. Falsch. Politisch nicht korrekt. Außer Kontrolle. ‚Nicht okay.‘“

## Entstehungsgeschichte und Entwicklung
Um die Jahrtausendwende beschloss Gary Sullivan mit einem in seinen Augen extrem schlechten Gedicht an einem Literaturwettbewerb teilzunehmen. Das Gedicht trug den Titel Mm-hmm und wurde vom Veranstalter des Literaturwettbewerbs, Poetry.com, zur Veröffentlichung ausgewählt. Gary Sullivan postete diesen Vorgang auf einer Mailingliste für Lyriker. Dabei ermutigte er andere Autoren ebenfalls mit wirklich schlechten Gedichten an diesem Wettbewerb teilzunehmen und sich darüber auszutauschen. Neben einigen anderen Autoren schrieb Sullivan in der Folge regelmäßig schlechte Gedichte für den Wettbewerb und reichte sie unter verschiedenen Namen ein. In dieser Zeit kam im Austausch der Schreibenden der Begriff Flarf auf und etablierte sich. Nachdem eines dieser Flarf-Gedichte bei einer Lesung in New York einen unerwarteten Publikumserfolg hatte, veröffentlichte Sullivan es in seinem Gedichtband How to Proceed in the Arts.
Etwa ab Mai 2001 wurde der Austausch der Flarf-Autoren über eine Mailingliste, die flarflist, geführt. Zu den Mitschreibenden gehörten, neben Gary Sullivan, Sharon Mesmer, Nada Gordon, Michael Magee und K. Silem Mohammad. Dabei posteten die Autoren häufig Texte, die auf Wortmaterial aus Google-Suchergebnissen basierten. Andere Autoren griffen Themen, Zitate oder Form der Texte auf und verarbeiteten sie zu eigenen Texten. Häufig fanden sich süßliche Worte wie „flauschig“ oder „knuddeln“ in den Texten. Neben den Google-Suchergebnissen wurden auch Büromails verfremdet und als Ausgangsbasis für Texte verwendet. Im September 2001 kam es nach den Anschlägen auf das World Trade Center zunächst zu einer stillen Phase in der Mailingliste. In der Folge enthielten alle Texte eine Auseinandersetzung mit den Auswirkungen der Anschläge und parodierten häufig die Sprache der Medien. Die Mailingliste unterlag weiteren Veränderungen, besteht aber bis heute und dient einigen Autoren weiter als Basis für die Entwicklung von Texten.
In unregelmäßigen Abständen wird im Bowery Poetry Club eine Art Lesefest mit Auftritten der Flarf-Dichter gefeiert.
Im deutschsprachigen Raum gibt es keine vergleichbare Entwicklung, aber die Bewegung wurde aufgegriffen und es entstanden ebenfalls Flarf-Texte. Dabei wird häufig die Verwendung von Wortmaterial aus Google-Suchergebnissen als zentrales Kennzeichen des Flarf verstanden. Beispiele dafür lieferten u. a. Hannes Bajohr, Alexander Gumz und Stephan Reich.

## Rezeption
Flarf wird in den USA als ernst zu nehmende literarische Strömung wahrgenommen und bereits wissenschaftlich analysiert. Das amerikanische Poetry Magazine gab zu diesem Phänomen eine all flarf issue heraus. Auch in Deutschland wird in Feuilletons renommierter Zeitungen darüber berichtet. Ebenfalls hat Flarf bereits den Weg in den Deutschunterricht an Schulen gefunden.

## Veröffentlichungen
- K. Silem Mohammed: Deer Head Nation, Tougher Disguises Pr 2003, ISBN 978-0-9740167-0-2.
- Michael Magee: My Angie Dickinson, Zasterl Press 2007, ISBN 978-84-87467-46-2.
- Drew Gardner: Flarf Orchestra (Hörbuch), Edge Books 2012, ISBN 978-1-890311-35-3.
- Stephan Porombka (Hrsg.): Flarf Berlin 95 Netzgedichte, Verlag Edition Pæchterhaus, Hildesheim 2012, ISBN 978-3-941392-32-8.
- C. P. Harrison: One Hundred Flarf-Ku, Saturn Fence Publishing 2014, ISBN 978-0-692-34559-7.
- Hartmut Abendschein: Flarf-Disco, edition taberna kritika, Bern 2015, ISBN 978-3-905846-34-8.
- Alexander Gumz: Verschwörungscartoons. New York Flarf Gedichte, Parasitenpresse, Köln 2015.
- Hannes Bajohr: Halbzeug. Textverarbeitung, Suhrkamp, Berlin 2018. ISBN 978-3-518-07358-2.